# Seveux
Seveux – miejscowość i dawna gmina we Francji, w regionie Burgundia-Franche-Comté, w departamencie Górna Saona. W 2016 roku populacja ówczesnej gminy wynosiła 458 mieszkańców. 
W dniu 1 stycznia 2019 roku z połączenia dwóch ówczesnych gmin – Motey-sur-Saône oraz Seveux – powstała nowa gmina Seveux-Motey. Siedzibą gminy została miejscowość Seveux. 